# Шишко Менчетић
Шишко Менчетић (Дубровник, 1457 — 1527) био је песник и дубровачки племић. Најпотпунији је представник петраркиста.

## Биографија
Шишко Сигмунд Менчетић је рођен 1458. године у старој дубровачкој племићкој породици. Био је син дубровачког властелина Шимуна Менчетића, који се потписивао и као Влаховић, па се претпоставља да је био син Влаха. Влаховићем су називали Дубровчани и унука Шишка. Младост је провео изузетно разуздано, а пропевао је током седмогодишње љубави према једној девојци. Друговао је са песником Џоретом Држићем; били су то први дубровачки песници - трубадури који су писали на народном "словинском" језику. Џоре је постао свештеник, а Шишко се оженио као четрдесетогодишњак. Менчетић је оставио иза себе зборник (канцијонеро) љубавних и нешто религиозних песама.
Обављао је разне дужности у дубровачкој влади.
Умро је, заједно с два своја сина, 25. јуна 1527. у великој епидемији куге.

## Поезија
Менчетићев песнички зборник изузетно је обиман, броји 512 песама. Убедљиво највећи њихов део представља петраркистичка љубавна лирика, неколико је сатиричних, морално-рефлексивних, а ту је и мали циклус религиозних песама.
Тематско-мотивски и стилски елементи тих песама, посебно оних љубавних, показују да је Менчетић одлично познавао италијанско стваралаштво свог и нешто старијег времена. Врло близак песницима хибридног петраркизма напуљске школе, највећи део његовог љубавног канцонијера чине песме које сврставамо у другу фазу ове врсте песништва, опис драгине лепоте. Њихов број, врло мале разлике у погледу мотивске грађе, а знатно веће на стилском плану, стварају утисак да је Менчетић — свесно или не — варирао теме желећи да испроба (или покаже) стилске и поетске могућности једног новог поетског језика. У тако великом броју песама, наравно, и то нарочито у песмама чији је централни мотив патња неуслишеног љубавника, долази до многих понављања, износе се различити тада већ утврђени клишеи, па неретко ова поезија делује као недоживљена. Ипак, међу њима има и успелијих песама, као што је Не могу живјети без тебе, заснована на досетки да му је госпођа толико драга да је постала део лирског субјекта; у низу игара речима заснованим на њој, и данас врло модерно звучи реторско питање у стиху 5 „тер тебе желећи сам себе тој жељу“. Изузетно је вешто компонована песма од једног дистиха Боже, шта оста теби, у којој изузетном стилском и ритмичком композицијом чини крупан комплимент драгој заснован на платонистичком поимању феномена лепоте. Строгу и значењем богату композицију налазимо и у песми Како разблудно ходи.
У делу канцонијера у којем се опева срећа услишеног љубавника Менчетић у највећој мери одступа од Петраркиног тематског круга и доживљаја љубави уопште: ове песме, као нпр. Љувено уживање, често имају наративну структуру и приповедају о тренуцима љубавне среће, често врло отворено описујући сензуалне моменте љубавне среће (уз ограде као што је у овој песми: А наприд остало казат ми ни смилос). У њима често доминира екстатични доживљај љубавне среће, али изражен готово увек приповедним тоном, као опис сопственог стања у том тренутку, у прошлом времену. У тим песмама често зрачи његова понесеност „стварном радошћу ренесансног човека опчињеног љубављу и лепотом.“ У овој песми, као и у многим другим, појављују се неки карактеристични елементи трубадурске (провансалске) љубавне поезије, као што је мотив албе (долазак зоре која раздваја љубавнике), или пак мотив слављења госпође у својој поезији (као и у песми Пјесник сам).
Однос према Петрарки, нарочито у овом циклусу, врло се јасно огледа у песми Блажена ти и сва твоја лјепота: на први поглед, ова песма делује као тачан и потпун препев чувеног Петраркиног сонета LXI јер их повезује најпре композициони принцип развијања песме (благосиљање на почетку сваке композиционе јединице: строфе / дистиха), затим парафраза многих Петраркиних стихова. Како је Менчетић своју песму испевао у дванаестерачким дистисима, отуда први и други стих дистиха, односно парни и непарни стихови песме, другачије су структурирани: по правилу, Менчетић у непарним стиховима прилично верно преноси Петраркине мотиве и изразе, док у парним стиховима нешто слободније варира Петраркине расуте риме, мењајући основно значење и атмосферу песме наглашавањем све сензуалнијих тонова. Тај тон нарочито добија на интензитету у последњем дистиху: Блажена лјепос тва, блажена тва младос / покли се мени сва дарова за радос. Платонистички Петраркин завршетак, у којем се Лаура појављује као нека врста музе, инспирација његових стихова и искључиви власник његових мисли, потпуно је изостала код Менчетића. Тиме је потпуно елиминисан елегични и сетни тон Петраркиног завршетка, а Менчетићева песма добила дитирампски призвук мотивисан фино израженим хедонизмом. Преузимајући основни Петраркин поступак, нашавши, затим, инспирацију у појединим његовим стиховима, Менчетић је начинио песму битно другачијег значења: у њој није више лирски субјекат у центру песме, већ еротски доживљај вољене особе, што су све битне особине напуљске школе. Међу овим песмама има и оних које су другачије обликоване, које делују проживљеније и уверљивије и које делимично излазе из мотивских оквира петраркизма, као песма Моја молитва.
Последња фаза петраркистичког канцонијера, резигнација због егзистенцијалне неиспуњености лирског субјекта земаљском љубављу и окретање Богородици, само делимично је остварена у Менчетићевом стваралаштву и практично замењена малим циклусом религиозних песама упућених Исусу Христу. Елементи резигнације уочавају се у неким његовим сатиричним песмама, нарочито оним мизогинским, Уздање у жену или Мрзим на жене и нећу да игда о којој добро говорим, у којима се жене приказују као извор сваког зла и као неверна бића. У другим сатиричним песмама, као и у понекој рефлексивној, Менчетић обрађује углавном теме општег значаја, као што су богатство и шкртост, док у једној пева о Злу од Котора: то је први песнички траг иначе традиционалног непријатељства Дубровчана и Которана.
Изузетно су јаке Менчетићеве везе са усменом традицијом: оне се огледају како у низу стилских средстава преузетих из тог богатог корпуса, тако и у низу лексема и, нарочито, изрека, које је Менчетић радо инкорпорирао у своје стихове заснивајући на њима досетке, којима је поетички тежио.
Поезија Шишка Менчетића, обимна, али не и превише разноврсна, у нашој књижевној историји често је третирана као неоригинална, монотона, превише извештачена и сл. Међутим, новија истраживања, у оквирима нешто другачијег сензибилитета који у литератури није тражио искључиво оригиналност, нарочито у односу према страним узорима, већ је умео да препозна и неке суптилније тонове и вредности, који је умео у овим стиховима да уочи фине и не увек лако уочљиве везе са усменим песништвом, да развијени и понекад сложени артизам не тумачи као извештаченост, већ да га прихвати као песничку вредност, дакле, оваква истраживања нашла су много више литерарне вредности у обимном Менчетићевом опусу. Иако монотон када се чита одједном, у целини и редом, у њему се могу наћи бројне песме с немалим песничким вредностима, и то вредностима различитих врста. Осим тога, Менчетићева поезија одиграла је веома важну улогу у даљем развоју дубровачког песништва, постала један од његових темеља, утврдила, па и канонизовала низ тематско-мотивских и стилских елемената који су у потоњој поезији постали незаобилазни део поетске структуре. Већ Динко Рањина је средином 16. века у Менчетићу и Држићу препознао зачетнике дубровачког литерарног стваралаштва, а половином 18. века један дубровачки биограф забележио је вероватно опште мњење по којем је Менчетић дубровачки Петрарка.

## Издања
- Pjesme Šiška Menčetića Vlahovića i Gjore Držića (skupio i napisao Uvod Vatroslav Jagić), JAZU, Stari pisci hrvatski, knj. 2, Zagreb, 1870.
- Pjesme Šiška Menčetića i Džore Držića i ostale pjesme Ranjinina zbornika (priredio Milan Rešetar), JAZU, Stari pisci hrvatski, knj. 2, 2. izdanje, Zagreb, 1937.